# Fruttuoso di Braga
San Fruttuoso di Braga (El Bierzo o Gallaecia, o Toledo, o Hispania, fine del VI secolo o inizio del VII secolo – Braga, 16 aprile 665) fu un vescovo spagnolo del VII secolo, che è venerato come santo dalla Chiesa cattolica.
Era il figlio di un condottiero visigota della regione di El Bierzo, (provincia di León in Spagna) e nella sua infanzia accompagnò suo padre in alcuni viaggi ufficiali nelle sue proprietà. Egli fu discepolo del vescovo Conanzio di Palencia.

## Biografia
I rapporti tra Fruttuoso ed i sovrani del suo tempo non erano dei migliori. Nel 652 egli scrisse quella che apparentemente era la sua seconda lettera al re Reccesvindo chiedendogli il rilascio di prigionieri politici catturati dal regno di re Chintila, alcuni dei quali languirono in prigione fino al regno del re Ervige.
Nel 656 egli programmò un viaggio in Oriente ma, secondo le nuove norme emesse dal re Chindasvindo, sarebbe stato illegale lasciare il regno senza l'autorizzazione del re. Uno dei pochi discepoli che erano al corrente del suo progetto lo denunciò alle autorità ed egli fu arrestato ed imprigionato. Successivamente egli presenziò all'ottavo Concilio di Toledo nel 653, in vece del vescovo di Dumio Recimiro. Fu in quella sede che egli riprese ancora una volta la questione dei prigionieri politici.
Dopo la morte di Recimiro, Fruttuoso gli succedette come vescovo nella sede episcopale di Dumio. Nel seguente decimo Concilio di Toledo, tenutosi nel 656, il clero di Dumio si lagnò che il comportamento di Recimiro, il quale aveva utilizzato le rendite della Chiesa per aiutare i poveri e per liberare gli schiavi dell'episcopato, aveva impoverito la Sede.
Il concilio concordò che, non avendo provveduto a compensare queste uscite, il vescovo Recimiro era venuto meno ai suoi doveri e che gli atti della sua volontà dovevano essere invalidati. Fruttuoso fu incaricato di risolvere il problema e gli fu ordinato di moderarsi nei comportamenti che riguardavano gli schiavi.
Nel medesimo Concilio l'arcivescovo di Braga Potamio, fu rinchiuso in un monastero per la sua licenziosità e il 1º dicembre 656 l'arcidiocesi di Braga fu affidata a Fruttuoso. 

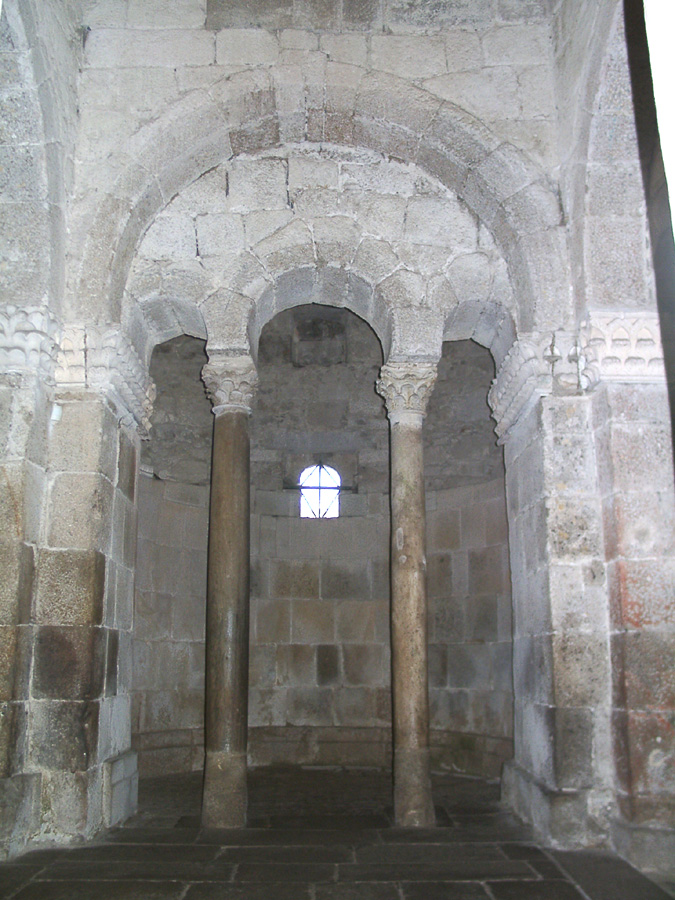
Interno della Cappella di São Frutuoso de Montélios, presso Braga, fondata da San Fruttuoso di Braga

San Fruttuoso si comportò così ingenuamente da venire ingannato da uno schiavo fino ad essere duramente percosso da un concittadino, dal quale si salvò solo miracolosamente (secondo le cronache monastiche). Egli fondò un monastero a Nono che attrasse tanti monaci, da destare le proteste del capo locale, che si lamentò con il re per aver perso troppi dei suoi militari di leva. Nel 640 fondò un monastero a Compludo.

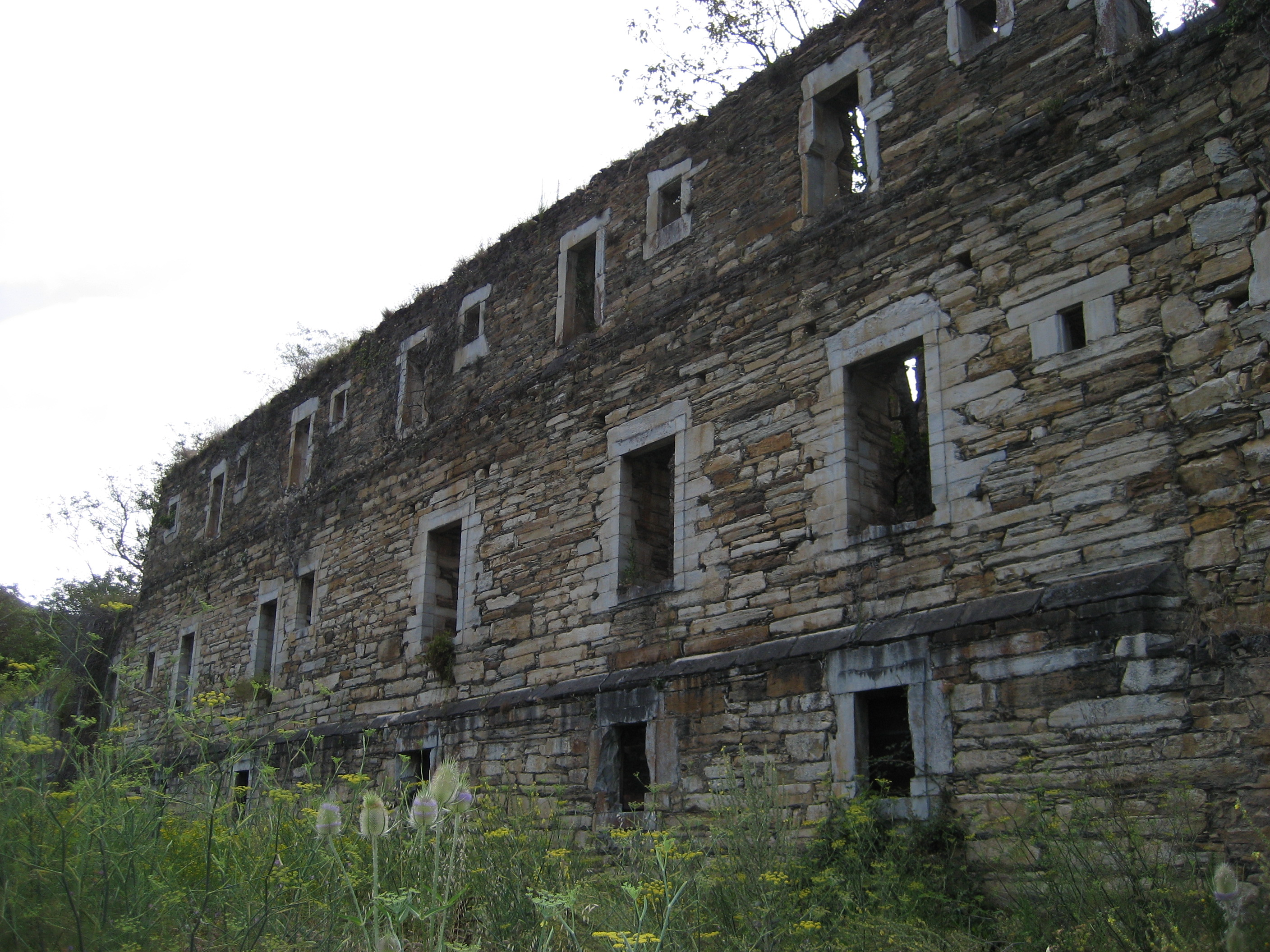
Ruderi della facciata del monastero di San Pedro de Montes nella regione del Bierzo (Spagna), fondato da San Fruttuoso.

Si trattava di un monastero doppio: da tutte le parti vi affluivano uomini che volevano diventar monaci, giovani e vecchi, nobili e servi, capi militari e soldati semplici, ma anche le loro famiglie. Il monastero formò allora un villaggio ove vivevano separatamente, vestiti di sacco, i monaci, le loro mogli ed i loro figli: la maggior parte delle mogli avevano abbracciato, come i loro mariti, la vita monastica e i figli seguivano un'educazione che li preparava a diventare monaci. Tutti dovevano dimenticare i loro precedenti legami famigliari. Fu per Compludo che san Fruttuoso redasse la sua prima regola. Si trattava di una regola monastica inusuale per la sua severità. In esso i monaci erano tenuti a rivelare ai superiori ogni loro pensiero, visione e sogno. Essi erano soggetti a continue ispezioni nel corso della notte ed era loro vietato comunicare fra loro. Le punizioni erano colà anche particolarmente dure e comprendevano staffilate e reclusione nel monastero con una dieta di sei once di pane per un periodo da tre a sei mesi.

## Opere
La Vita Sancti Fructuosi, scritta poco dopo la sua morte dal suo discepolo, il monaco ed eremita san Valerio del Bierzo († 695), è una delle fonti principali per la conoscenza della storia del suo tempo.
Degli scritti di San Fruttuoso di Braga ci restano invece solo due lettere.

## Culto
Le sue reliquie, conservate a lungo nella Cattedrale di Braga, furono trasferite nel 1102 a Santiago di Compostela.
La sua memoria liturgica cade il 16 aprile.